# Blăjeni
Blăjeni – wieś w Rumunii, w okręgu Hunedoara, w gminie Blăjeni. W 2011 roku liczyła 308 mieszkańców.